# Women First (film 1922)
Women First è un cortometraggio muto del 1922 diretto da Fred Hackert.

## Produzione
Il film fu prodotto dalla Century Film.

## Distribuzione
Distribuito dall'Universal Film Manufacturing Company, il film - un cortometraggio in due bobine - uscì nelle sale cinematografiche USA il 6 dicembre 1922.